# Пам'ятник Григорію Сковороді (Вашингтон)
Пам'ятник Григорію Сковороді — пам'ятник українському мандрівному поету й філософу Григорію Сковороді в центрі міста Вашингтон (США), біля Українського дому, встановлений 2022 року.
Сковорода зображений крокуючим з книгою і патерицею в руках, скульптура повернута в географічному напрямку України.
Американський митець Марк Родс (англ. Mark Rhodes), захоплений ідеями Сковороди, створив статую на замовлення української громади ще в 1992 році. На самому відкритті Родс сказав: «Якщо ця скульптура може принести комусь із українців розраду й нагадати їм тут про їхню країну, спадщину, красу їхньої нації та свободу хоча би трохи – я був би щасливішим і відчував би, що зробив щось корисне». 

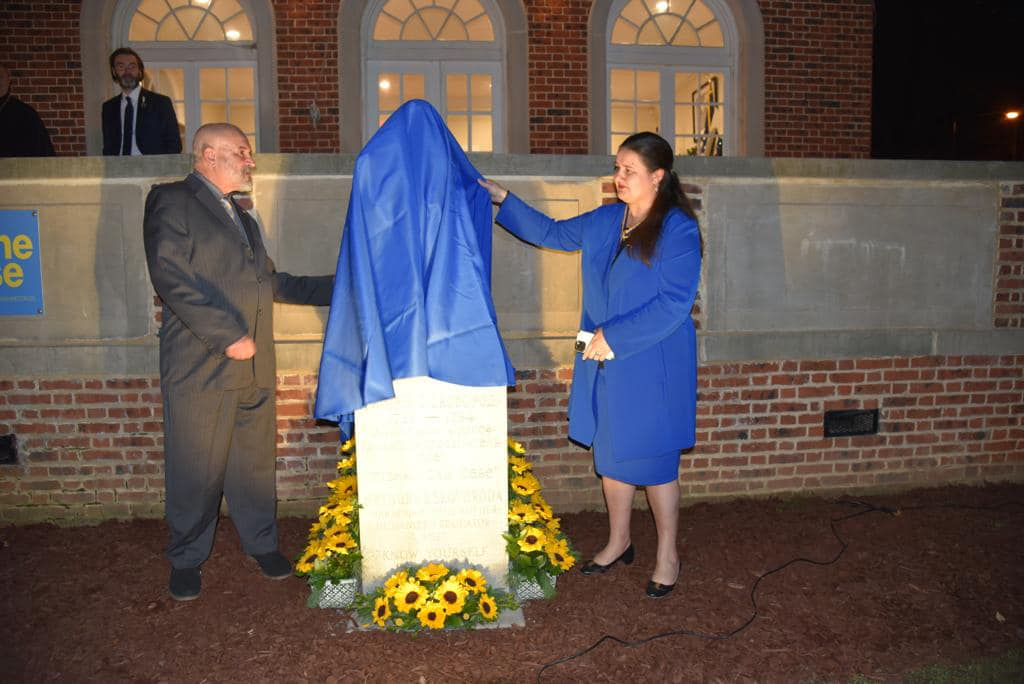
Відкриття пам'ятника скульптором та послом Оксаною Маркаровою

Пам'ятник був відкритий за участю посла України в США Оксани Маркарової 2 грудня 2022 року, за день до святкування 300-річчя з дня народження Григорія Сковороди. Маркарова сказала на відкритті, що «...пам'ятник, як і сам Сковорода колись, довго мандрував у пошуках свого місця, аж поки не знайшов його коло Українського дому», маючи на увазі тривалий час між створенням скульптури і її встановленням.